# Миотубуларна миопатија
Миотубуларна миопатија, центроједарна миопатија (ЦНМ) или центронуклеусна миопатија је група урођених миопатија код којих се ћелијска једра не налазе у свом нормалном положају (у центру мишићних ћелија), већ на периферији.
Симптоми миотубуларне миопатије укључују тешку хипотензију, хипоксију која захтева респираторну подршку и скафоцефалију. Код центроједарних миопатија, облик Х-везане миотубуларне миопатије обично се јавља након рођењa и стога се сматра урођеном миопатијом. Међутим, неке центронуклеусне миопатије могу се јавити и каснијем периоду живота.
Многи пацијенти са миотубуларном миопатијом умиру у детињству пре него што добију званичну дијагнозу. 
Кад год је то могуће, биопсија мишића и генетско тестирање могу бити корисни, чак и након неонаталне смрти, јер дијагностичке информације могу помоћи у планирању породице и генетском саветовању, као и у тачној дијагнози код сваког рођака који такође може имати исту генетску абнормалност.

## Терминологија
Иако се сви облици центронуклеарне миопатије сматрају реткиом урођеном миопатијом, најчешћи облик ЦНМ -а је миотубуларна миопатија (МТМ). (Термини центронуклеарна миопатија и "миотубуларна миопатија понекад се изједначавају.)
Дословно, миопатија је болест самог мишићног ткива, која потиче од грчких речи: mio- = мишић + pateia, од patos = патња ), у означава да је примарни недостатак унутар мишића, за разлику од других болести које могу изазвати мишићну слабост, а изван су самог мишића, укључујући проблеме у мозгу попут можданог удара, церебралне парализе, мултипле склерозе или проблеме у кичменој мождини и/или нерву, као што су дечија парализа и мишићна атрофија

## Епидемиологија
Укупна учесталост миотубуларне миопатије је 1 на 50.000 живорођене деце. Инциденција других центронуклеусних миопатија је изузетно ретка, јер на глобалном нивоу постоји само деветнаест идентификованих породица са ЦНМ -ом. Код већине пацијената за ходање су неопходна помагала, од штапа до оквира за ходање, или су потпуно зависни од помагала за физичку покретљивост, попут инвалидских колица и помагала за стајање, али ова друга варијанта је јако ретка (описан су само два случаја међу ЦНМ особама).
Отприлике 80% мушкараца којима је дијагностикована миотубуларна миопатија помоћу биопсије мишића утврђена је МТМ1 мутација, која се може идентификовати анализом генетске секвенце. 

## Патологија
Уопштерно гледано клиничка миопатија и биопсија мишића који показују центронуклеарна (језгра у средишту мишићне ћелије) изглед указују на центронуклеарну миопатију (ЦНМ). Најчешће дијагностикована ЦНМ је миотубуларна миопатија (МТМ). Међутим, само анализа биопсије мишића не може поуздано разликовати миотубуларну миопатију од других облика центронуклеарних миопатија, па је стога потребно генетско тестирање.
Дијагностичку обраду координира неуролог који лечи пацијента, и који (нпр. у Сједињеним Америчкиом Државама води бригу о пацијенту и координира збрињавање преко клиника повезаних са Удружењем за мишићну дистрофију).

## Генетика
X-везани рецесивни облици, мутације гена МТМ1 који кодира миотубуларна фосфатазе описане су у већини породица. Док су мутације ДНМ2 гена које су кодиране са GTPase Dynamin-2 откривене су у појединим породицама у аутосомно доминантном облику, а мутације у БИН1 гену су пронађене у аутосомно рецесивном облику. Вероватно овај ген игра кључну улогу у нормалном развоју скелетних мишића.
| Наслеђивање          | OMIM   | Ген(и)                                 | Опис |
| -------------------- | ------ | -------------------------------------- | --- |
| X-везано рецесивно   | 310400 | MTM1 (Х-везана миотубуларна миопатија) | Х-везани облик МТМ/ЦНМ је најчешће дијагностикован тип. Скоро сви случајеви МТМ повезаног са Х јављају се код мушкараца. |
| Аутозомно рецесивно  | 255200 | BIN1, RYR1, TTN                        | „Рецесивна” абнормалност ће изазвати болест само ако су обе копије гена абнормалне. |
| Аутозомно доминантно | 160150 | DNM2(MYF6 и MTMR14 ређи)               | „Доминантна” абнормалност ће испољити свој абнормални утицај (нпр узроковати болест или здравствено стање) без обзира на то да ли је друга копија гена нормална или није. Унутар центронуклеарних миопатија, истраживачи су идентификовали аутосомно доминантан облик у гену званом динамин 2 (ДНМ2) на хромозому 19, а ово посебно стање се сада назива динамин 2 центронуклеарна миопатија (ДНМ2-ЦНМ) . |

## Клиничка слика
Као и код других миопатија, клиничке манифестације ове миопатије су првенствено: слабост мишића и придружени инвалидитет. Урођени облици често су присутни са неонаталним ниским мишићним тонусом, озбиљном слабошћу, и успореним развојем (посебно оног који се односи на контролу главе, пузање и ходање) и плућним компликацијама (вероватно због слабости мишића одговорних за дисање). 
Док су неки пацијенти са центронуклеарним миопатијама амбулантни случајеви током свог одраслог живота, други можда никада неће пузати или ходати и можда ће им за кретање бити потребно коришћење инвалидских колица. Постоји значајна варијабилност у степену функционалног оштећења међу различитим центронуклеарним миопатијама. Иако ово стање погађа само вољне мишиће, неколико деце је патило од срчаног застоја, вероватно због додатног стреса на срце. 
Друге запажене особине су високо лучно непце, звонаста прса и издужено лице. И док миотубуларна миопатија утиче само на мишиће, она не утиче на интелигенцију у било ком облику или форми. 
Миотубуларна миопатија повезана са Х-хромозомом традиционално је фатално стање у детињству, са очекиваним животним веком обично мањим од две године. Чини се да постоји значајна варијабилност у озбиљности клиничке слике за различите генетске абнормалности код истог гена МТМ1. Неки објављени случајеви показују значајне разлике у клиничкој озбиљности међу рођацима са истом генетском абнормалношћу у гену МТМ1. Већина скраћених мутација МТМ1 изазива озбиљан и рано смртоносни фенотип, док су неке мутације повезане са блажим облицима и продуженим преживљавањем (до 54 године).
Центронуклеарне миопатије обично имају блажу клиничку презентацију и бољу прогнозу. Недавно су истраживачи открили мутације на гену динамин 2 (ДНМ2 на хромозому 19, на месту 19п13.2), одговорном за аутосомно доминантни облик центронуклеарне миопатије. Ово стање је сада познато као динамин 2 центронуклеарна миопатија (скраћено ДНМ2-ЦНМ). Истраживања су показала да пацијенти са ДНМ2-ЦНМ имају споро прогресивну мишићну слабост која обично почиње у адолесценцији или раној одраслој доби, у распону од 12 до 74 године.

## Терапија
Још увек не постоји лек за миотубуларне или центронуклеусне миопатије. Лечење се често фокусира на покушај максимизирања функционалних способности и минимизирање медицинских компликација, и на укључивање лекара специјализованих за физикалну медицину и рехабилитацију и физиотерапеута и радних терапеута.
Медицински третман обично укључује тераписке постгупке са циљем да се спрече компликације на плућима, јер плућне инфекције могу бити фаталне код пацијената којима недостаје мишићна снага потребна за кашаљ да би се из дисајних путева уклонио секрет. Медицинска средства против кашља помажу пацијентима да одржавају чисте дисајне путеве, избегавају зачепљење слузокоже и избегану потребу за трахеостомијом.
Третирање сколиозе је такође важан део терапије јер слабост мишића трупа може довести до одступања у поравнању кичме, што резултује компромитовањем респираторне функције. Многи пацијенти са урођеним миопатијама могу на крају захтевати хируршко лечење сколиозе.